# Густафссон, Август
Пер Август Густафссон (швед. Per August Gustafsson; 4 ноября 1875 — 31 октября 1938) — шведский полицейский (офицер полиции Стокгольма) и спортсмен (перетягиватель каната), чемпион летних Олимпийских игр 1912 года в составе сборной Швеции.